# イルカのすき焼き
イルカのすき焼き（イルカのすきやき）とは、和歌山県東牟婁郡太地町の郷土料理で、イルカをすき焼き風に調理する鍋料理である。紀南地方（主に太地町やその周辺）、および日本国内の幾つかの地で食される。イルカだけでなく、クジラの肉を用いた同様の料理もある。

## 概要
紀南（主に太地町や周辺）では地場産のスジイルカなどを主に刺身やすき焼きのような鍋料理として食す習慣がある。このすき焼き風の鍋物の起源は、じふ（又はじふ鍋、じふ煮）だと考えられている。「じふ」とは、紀伊半島の漁師町において魚介類のすき焼き風の料理を指し、北陸地方のじぶ煮とは別物である。また、太地ではイルカのすき焼をじふ鍋とも呼ぶが、サバやスルメイカと玉ねぎ、ねぎ等、他の魚介類を用いる事もある。
イルカのすき焼きには2種類ある。一つめは牛肉のすき焼きと同様に砂糖と醤油、酒、みりん、水少々で割下を作り、調理しながら食すもの。
二つめは、「イルカと高菜のすき焼き」と呼ばれる。薄切りの肉を塩水で茹でて水冷し、高菜は茹でて水に晒す。鍋に調味料、しょうゆ、砂糖、酒を同量煮とかし、肉と高菜を入れて煮たものである。研究者が用いたレシピでは、40 - 50人前の材料で、マイルカ（スジイルカ）が 3.5kg、高菜が 4kg、藤野醤油 900ml、酒 1l、砂糖 1kg となっている。
また、太地産の鯨肉・イルカ肉と高菜の特性（臭みと苦み）とを組み合わせた料理は、太地周辺で見られる（例えば、イルカと高菜の煮物）。高菜と合わせると臭みがなくなるとされ、地元で生まれた知恵とされる。

## 紀南における食文化
太地町では、すき焼きの際にイルカを使うのが定番とされていた。イルカのすき焼きは、太地町の食文化の一つとして、2011年の町内でのイベントの際にも振る舞われ、懐かしいとの評判を受けた。太地町長の三軒一高はこう説明する「太地は土地が狭く、水も乏しく、人々は生きる糧を海に求め、鯨が居るから鯨を得るようになり、得られた鯨を分け合って暮らしてきました」。或いは、「つい20年前（1990年頃）までは、鯨が獲れたら（それを住民間で分け合うので）牛肉が売れないと肉屋が嘆くような町でした」とも証言する。また、和歌山信愛女子短期大学の吉田 穣は、大昔の和歌山のコメ不足など食糧事情の悪さと、太地町のイルカのすき焼きについて以下の様に評す。
更に、三軒は「中学で東京に出てきて初めてすき焼きに牛肉を使うのを知った」とも回顧している。また、水産加工業を営む太地の住民は「子供の頃、すき焼きといったらイルカだった」と言う。2015年放送の『ビートたけしのTVタックル』においてイルカのすき焼きが触れられた際、出演した者が、小さい頃からイルカを食した話をしている。そして、（イルカの）すき焼きは格別だと、感想を述べた。

## 日本各地の食文化
民俗学者・中村羊一郎の調査によれば、日本の他の地域にもイルカのすき焼きは散見される。岩手県下閉伊郡山田町の大浦においては、クジラ目の種類は不明だが、イルカをすき焼きにしたと、昭和10年生まれの話者から証言が得られている。また、京都府与謝郡伊根町においては、漁の水揚げが有った際に、イルカかゴンドウクジラをすきやき風にして食した証言が昭和6年生まれの話者から得られている。この地では他に、味噌で煮たり、味噌汁の具などにしたという。また、山口県長門市の青海島においては、鍋煮（なべに：別名「にぐい」）と呼ばれたすきやき風の料理が伝わり、イルカの赤身をネギや春菊と共に煮て、炊けるそばから箸でつついて食したと伝わる。長崎県南松浦郡三井楽町（現：五島市）（五島列島の福江島）においては、「（イルカを）湯がいてからきれいに洗い、コンニャクなども入れてすきやき風にするとうまい」とすき焼き風の料理が語られ、また「頭の大きいニュウドウイルカ（ゴンドウクジラの意）よりもネズミイルカのほうが美味しい」、「イルカの肉を食すと体が温まる」、或いは、1994年の時点で「三井楽の中年以上でイルカを食わない人はいない」などとイルカが盛んに食されていた証言が得られている。